# Cantagallo (Espanha)
Cantagallo é um município da Espanha na província de Salamanca, comunidade autónoma de Castela e Leão, de área 7,51 km² com população de 251 habitantes (2007) e densidade populacional de 33,86 hab/km².

## Demografia
| Variação demográfica do município entre 1991 e 2004 | Variação demográfica do município entre 1991 e 2004 | Variação demográfica do município entre 1991 e 2004 | Variação demográfica do município entre 1991 e 2004 |
| --------------------------------------------------- | --------------------------------------------------- | --------------------------------------------------- | --------------------------------------------------- |
| 1991                                                | 1996                                                | 2001                                                | 2004                                                |
| 287                                                 | 290                                                 | 277                                                 | 257                                                 |